# Terraplistes excisa
Terraplistes excisa är en insektsart som beskrevs av Sigfrid Ingrisch 2006. Terraplistes excisa ingår i släktet Terraplistes och familjen Mogoplistidae. Inga underarter finns listade i Catalogue of Life.